# Journal de rêves
 (février 2025).

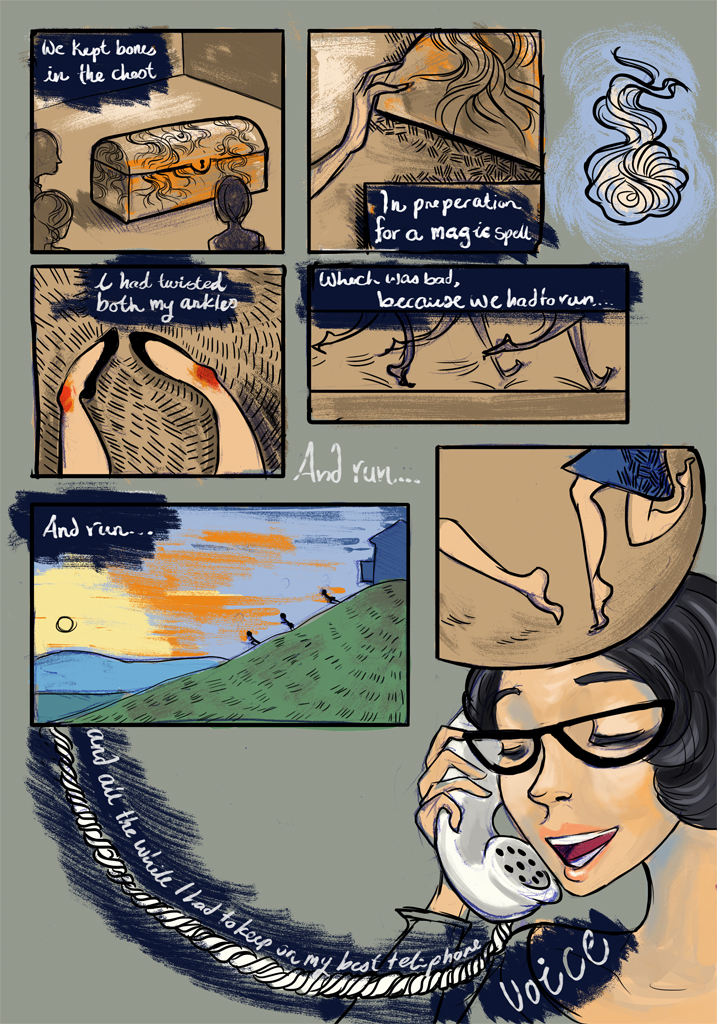
Une représentation artistique d'un rêve sous forme de bande dessinée.

Un journal de rêves est un type de journal intime dans lequel sont enregistrées les expériences de rêve. Un journal de rêves peut contenir des enregistrements des rêves nocturnes, des réflexions personnelles ou même des expériences de rêve éveillé. Il est souvent utilisé dans l'étude des rêves et de la psychologie humaine. Les journaux de rêves sont également utilisés par certaines personnes en tant que moyen d'aider à induire des rêves lucides ou pour améliorer la mémorisation des rêves. Les rêves peuvent être enregistrés avec l'aide d'un journal en papier (en écrivant ou dessinant) ou en utilisant un appareil d'enrigestrement audio (en monologue, musique ou par des imitations des sons des rêves).
L'utilisation d'un journal de rêves permet non seulement d'améliorer la mémoire, mais peut également aider à l'introspection, offrant la possibilité d'observes les characteristiques du subconscient, des angoisses et les sentiments en général.

## Ouvrages
- The Future I Saw (私が見た未来, Watashiga Mita Mirai?), en français Mes Visions du Futur, est un manga japonais de Ryō Tatsuki publié le 1er juillet 1999. L'ouvrage compile en ensemble de rêves de l'autrice qu'elle avait consigné dans son journal de rêves à partir de 1985.